# Heroinizm
Heroinizm – uzależnienie od zażywania diacetylomorfiny C21H23NO (heroiny, opioidu: półsyntetycznej pochodnej morfiny). Heroinizm jest jedną z najcięższych kompulsji narkotycznych. Heroinizm można podzielić na uzależnienie fizyczne i psychiczne. Uzależnienie fizyczne charakteryzują tzw. objawy abstynencyjne – nudności, bóle kostno-stawowe, bóle mięśni, biegunka. Wiąże się ono z wbudowywaniem heroiny w metabolizm organizmu osoby zażywającej nałogowo ten narkotyk.